# استضافة ذاتية (خدمات الويب)
تُستخدم الاستضافة الذاتية في سياق إدارة موقع الويب والنشر عبر الإنترنت لوصف التشغيل وصيانة موقع ويب التطبيقي باستخدام خادم ويب خاص. غالبًا ما يكون مفهوم الاستضافة الذاتية وثيق الصلة بالحالات التي يكون فيها لمدير الموقع بديل «مستضاف» واضح وفوري، ومع ذلك يمكن تطبيق المصطلح في حالات أخرى. الحل المستضاف هو أي خدمة يتم من خلالها الاعتماد على مزود خارجي لتقديم خدمة مُدارة بالكامل، والتي قد تتضمن مساحة خادم كافية ودعمًا عند الطلب وتحديثات برامج منتظمة.
غالبًا ما يكون هناك التباس حول ما الذي يشكل «استضافة ذاتية» أو «مستضافة». يكمن الاختلاف الرئيسي في مقدار سيطرة مشرف الموقع على موقع الويب. من الأمثلة الجيدة على الاستضافة الذاتية مقابل الاستضافة الثنائية؛ ورد بريس، وهو نظام إدارة محتوى حر ومفتوح المصدر (CMS) مستخدم على نطاق واسع. يمكن لمسؤول الموقع أن يختار استخدام ووردبريس.كوم (WordPress.com)، وهي خدمة مجانية إلى حد كبير تحتفظ بها شركة أوتوماتيك، أو بدلاً من ذلك تنزيل برنامج وردبريس الأساسي من ووردبريس.أورج (WordPress.org). سيمكن الخيار الأخير مشرف الموقع من تثبيت برنامج وردبريس يدويًا على خادم الويب الخاص به، سواء تم تأجير هذا الخادم من مزود استضافة الويب أو تم إعداده داخليًا. باختصار، يمكن أن يعمل WordPress.com كبديل مستضاف، بينما يمكن أن يشكل WordPress.org استضافة ذاتية.
يمكن أن تشكل بعض الخدمات مثل Shopify أيضًا خدمات «مستضافة». Shopify هو مثال لمنصة التجارة الإلكترونية المستندة إلى البرمجيات كخدمة، والتي تقدم للعملاء خدمة مُدارة بالكامل، بما في ذلك برامج بناء مواقع الويب الخاصة، والدعم عند الطلب، ومساحة / استضافة الخادم. نظرًا لأن برنامج Shopify هو ملكية خاصة وليس مفتوح المصدر، فلا يوجد بديل «استضافة ذاتية».